# Habsburg Andrea
Habsburg Andrea Mária (Würzburg, 1953. május 30. –) Neipperg grófnője házassága révén, az utolsó császári trónörökös, Habsburg Ottó lánya.

## Élete
Habsburg Andrea 1953-ban született, Würzburgban, Bajorországban, az utolsó osztrák, magyar és cseh trónörökös Habsburg Ottó és Regina szász–meiningeni hercegnő legidősebb gyermekeként és lányaként. Az utolsó osztrák császár, IV. Károly unokája.

### Házassága
1977-ben ment férjhez Károly Eugen neippergi grófhoz. A párnak 5 gyermeke született. Andrea házassága révén Neipperg grófnője.